# Get Right
«Get Right» — песня американской актрисы и певицы Дженнифер Лопес, записанная для её четвёртого студийного альбома Rebirth (2005). Композиция была анонсирована как первый сингл с альбома в ноябре 2004 года. Авторы песни — Рич Харрисон, Ашер Реймонд и Джеймс Браун, продюсеры — Харрисон и Кори Руни. Существует также версия песни при участии американского рэпера Fabolous, которая вошла в Rebirth в качестве бонус-трека. «Get Right» — песня в быстром темпе в стиле R&B и танцевальной музыки с элементами хип-хопа, джаза и фанка, что отличает её от предыдущих работ Лопес. В основе песни лежит семпл песни Maceo and the Macks «Soul Power 74», она была отмечена за использование  саксофона и роговых инструментов. Газета New York Times назвала её одной из самых запоминающихся песен Лопес. Песня затрагивает такие темы, как танцы, секс и выпивка в ночных клубах.
Музыкальные критики в целом положительно отозвались о песне, однако сочли слабым «говоряще-поющий» голос Лопес. «Get Right» достигла двенадцатой позиции в американском чарте Billboard Hot 100 и получила золотой статус от Американской ассоциации звукозаписывающих компаний. Помимо США, песня так же возглавила чарты Италии, Ирландской Республики и Великобритании, а также попала в топ-10 чартов Австралии, Дании, Германии и Испании.
Режиссёром видеоклипа выступил Френсис Лоуренс, ранее сотрудничавший Лопес в качестве режиссёра её известного клипа «Waiting for Tonight». Клип на «Get Right» вышел за день до выхода песни. В клипе Лопес играет восемь разных персонажей, действия которых происходят в ночном клубе. Клип имел широкий успех, став одним из самых транслируемых клипов на MTV. Он находился в тяжёлой ротации в США, и получил четыре номинации на MTV Video Music Awards. Лопес исполняла эту песню вживую несколько раз, с неё начались выступления в гастрольном туре Dance Again World Tour.

## История создания и запись
После выпуска третьего студийного альбома This Is Me... Then (2002) и расставания с Беном Аффлеком, роман с которым широко освещался в СМИ, Лопес решила взять творческий перерыв. За это время она вышла замуж за своего друга Марка Энтони. Вскоре она решила возобновить карьеру, и начала записывать четвёртый студийный альбом Rebirth (2005). По словам Лопес, она сильно выросла как певица с момента выхода её первого альбома, и стала более уверенной в плане вокала.
Изначально песня предназначалась для певца Ашера. Она называлась «Ride» и должна была войти в четвёртый альбом исполнителя Confessions (2004). Хотя песня уже была издана на 12-дюймовой сингловой пластинке и просочилась в Сеть в финальный трек-лист она не попала. Рич Харрисон, соавтор песни, решил переделать её специально для Лопес. Согласно источникам, это вызвало недовольство Ашера. Несмотря на то, что песня «не подходила» под альбом певца, он не хотел, чтобы её исполнял кто-то ещё. По мнению MTV News, большая часть лирики «Get Right» отличается от «Ride». Так же как и «Ride», которая в течение нескольких месяцев распространялась по Интернету, после выпуска «Get Right», диджеи стали включать эти песни одну за другой, тем самым «позволяя слушателям услышать имена двух известных исполнителей, песни которых звучат почти одинаково».

## Композиция
«Get Right» — песня в быстром темпе в жанрах танцевальной музыки и R&B с элементами джаза и фанка, длительностью три минуты и сорок пять секунд (3:45). Автором композиции является Ричард Харрисон, который спродюсировал её вместе с Кори Руни. Лопес записала свой вокал вместе с Брюсом Свиденом и Питером Уэйд Кеушом на звукозаписывающих студиях в Форт-Вашингтоне и Лонг-Айленде. Свиден и Кеуш позже смикшировали вокал на Cove City Sound Studios в Глен-Коуве. Хуковая линия песни основан на семпле песни «Soul Power 74» группы Maceo and the Macks. Это песня — ремиксованая инструментальная версия песни Джеймса Брауна «Soul Power». «Дикий» хонкинг саксофона, названный так газетой New York Times, повторяется снова и снова на протяжении песни, в чём так же задействованы повторяющиеся роговые щелчки. Журнал Milwaukee Journal Sentinel назвал песню «заразной». В Fox News отметили, что исполнительница использует «говоряще-поющий» голос.
Главная героиня песни приглашает на танец снисходительного мужчину. В ней затрагиваются темы танцев, секса и алкоголя. «Мы можем получить удовольствие прежде, чем закончится ночь» — поёт Лопес в припеве песни. Она также заявляет: «Я почти готова наполнить твою чашу/Мы можем получить удовольствие». В проигрыше песни лирика идентична тексту песни Ашера «Ride». «Нам так много нужно сказать, но у нас так мало времени/И если сегодняшней ночи будет недостаточно/Не оставляй любовь в прошлом/Возьми меня за руку» — поёт она. Ремикс на эту песню был записан при участии рэпера Fabolous. Его текст включает в себя: «Я не мистер „Right“/Я мистер „Right Now“».

## Отзывы критиков
Джек Смит из BBC News назвал сингл «старее старомодного», сравнив его с творчеством Бейонсе Ноулз. Келефа Саннех из New York Times отметила, что «Get Right» — более запоминающаяся песня, чем «Ride» Ашера. Намекая на успех альбома Rebirth в первую неделю после его релиза, журналистка назвала «Get Right» одной из самых необычных R&B-песен года.

## Участники записи
Информация адаптирована с буклета альбома Rebirth.
- Дженнифер Лопес — основной вокал
- Крис Аведон — звукооператор, помощник звукооператора
- Скотти Битс — звукооператор
- Рудайна Хадад — бэк-вокал
- Рич Харрисон[англ.] — программирование, мульти-инструментовка, продюсер
- Питер Уэйд Кеуш — инжиниринг, микширование
- Кори Руни[англ.] — продюсер, вокальный продюсер
- Брюс Свиден[англ.] — инжиниринг, микширование